# Kirche Obertaubenheim

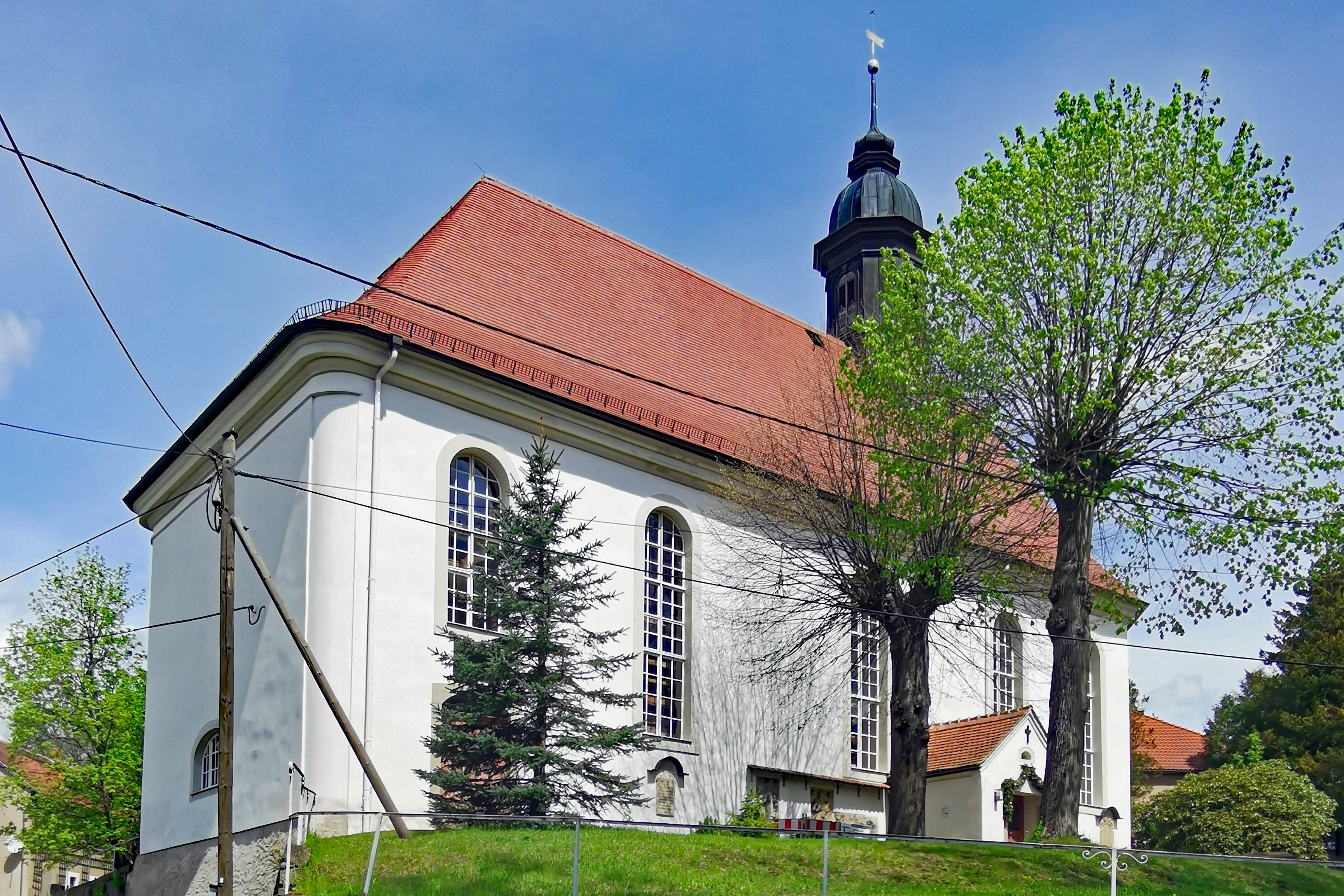
Kirche Obertaubenheim

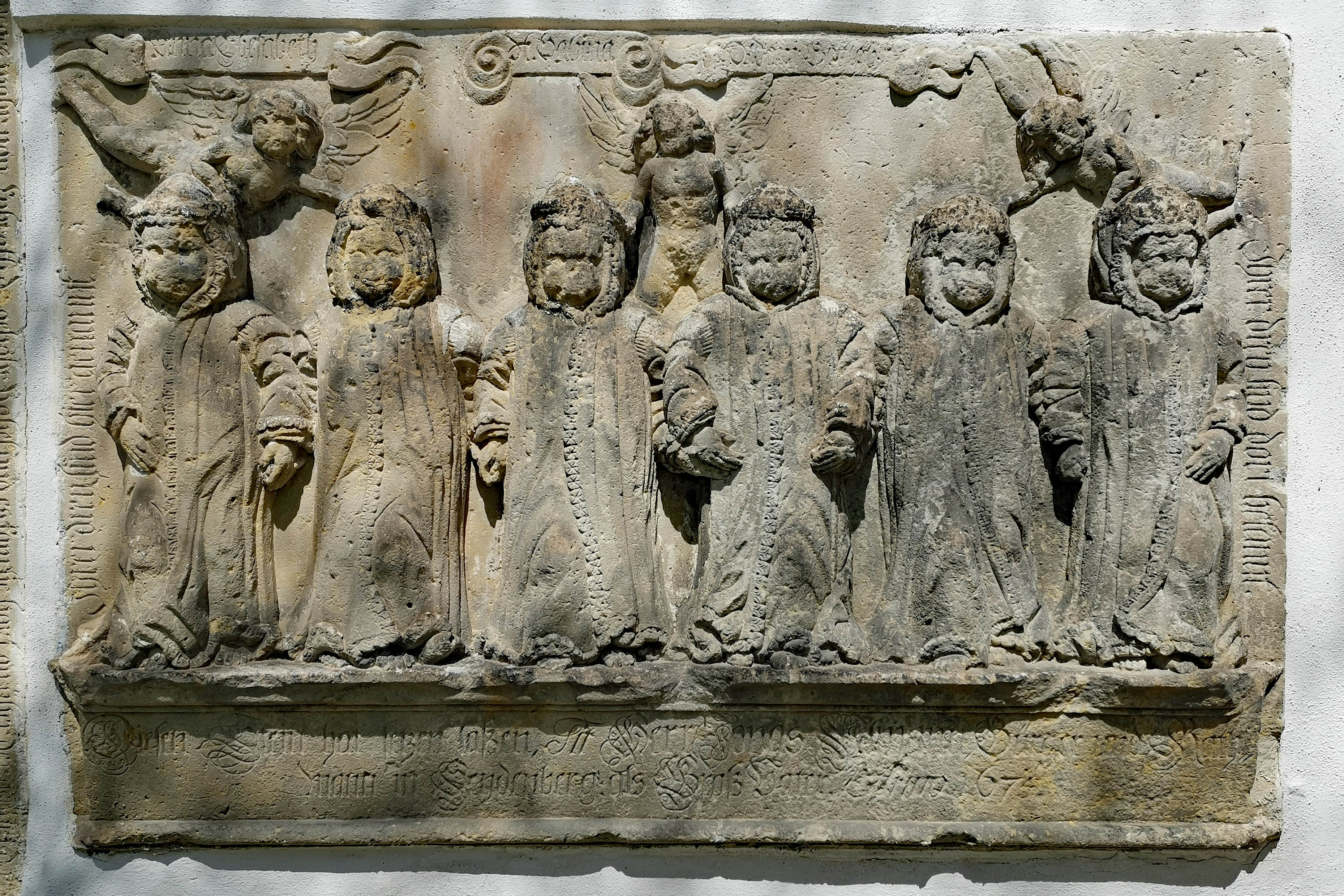
Epitaph an der Außenwand

Die evangelische Kirche Obertaubenheim ist eine barocke Saalkirche im Ortsteil Taubenheim/Spree von Sohland an der Spree im Landkreis Bautzen in Sachsen. Sie gehört zum Kirchspiel Oberes Spreetal im Kirchenbezirk Bautzen-Kamenz der Evangelisch-Lutherischen Landeskirche Sachsens.

## Geschichte und Architektur
Die auf einer Anhöhe liegende, schlichte barocke Saalkirche mit Dachreiter wurde nach einem Brand im Jahr 1645 erbaut, in den Jahren 1662 erneuert und 1683 ausgemalt. In den Jahren 1757–75 erfolgte eine Erweiterung nach Westen durch den Maurermeister Gottfried Wendler und den Zimmermeister Hans George Paul. Im Jahr 1858 erfolgten Umbauten und Veränderungen des Innenraums. Restaurierungen wurden in den Jahren 1972–1975 (innen) und 1986 (außen) vorgenommen.
Das Bauwerk ist ein Putzbau mit dreiseitig geschlossenem Chor mit hohen Rundbogenfenstern, Traufgesims und einem Walmdach mit einem Dachreiter im Osten. An der Südseite ist eine Eingangsvorhalle, an der Nordseite eine leicht geschwungene Freitreppe zu den Logen-Eingängen angebaut.
Der hell gestaltete Innenraum ist mit einer flachen Putzdecke geschlossen und von umlaufenden, zweigeschossigen hölzernen Emporen mit schlichter Fassung umgeben; an der Nordseite im Chorraum sind Herrschaftsbetstuben angeordnet. Hinter dem geraden Ostschluss des Saales ist die Sakristei angebaut. Im Westen ist unter der Orgelempore ein logenartiger Raum eingebaut.

## Ausstattung
Das Hauptstück der Ausstattung ist ein schlichter, farbig gefasster, hölzerner Kanzelaltar mit toskanischen Pfeilern und einem sarkophagähnlichen Altartisch vom Ende des 18. Jahrhunderts. Ein farbig gefasster Taufengel stammt aus der Zeit um 1700; die Armstellung wurde rekonstruiert. Ein Vortragekreuz mit fein gearbeitetem Kruzifix ist ebenfalls ein Werk aus dem 18. Jahrhundert. Das ehemalige Altarbild mit dem kreuztragenden Christus wurde um 1870 von Ferdinand von Platner geschaffen. Die Orgel mit klassizistischem Prospekt und zierlichem Rankenwerk wurde 1868 von Leopold Kohl erbaut.
An der südlichen Außenwand sind mehrere beachtliche Grabmale angebracht:
- Euphrosine Pietzschmann († 1676) mit dem ganzfigurigen Relief einer Frau in zeitgenössischem Kleid, mit einem Gebetbuch in den Händen; unter ihr ein Kind, das den Arm zur Mutter emporstreckt.
- Anna Maria Pietzschmann († 1674) mit einer Darstellung einer Frau mit Wickelkind und Gebetbuch, stehend in einer Art Sarkophag mit Inschrift,
- Kinderdenkmal der Familie Pietzschmann von 1676 für sechs Kinder der vorgenannten Anna Pietzschmann mit Totenhemd und Hauben, darunter drei Kinderengel mit Schriftbändern.

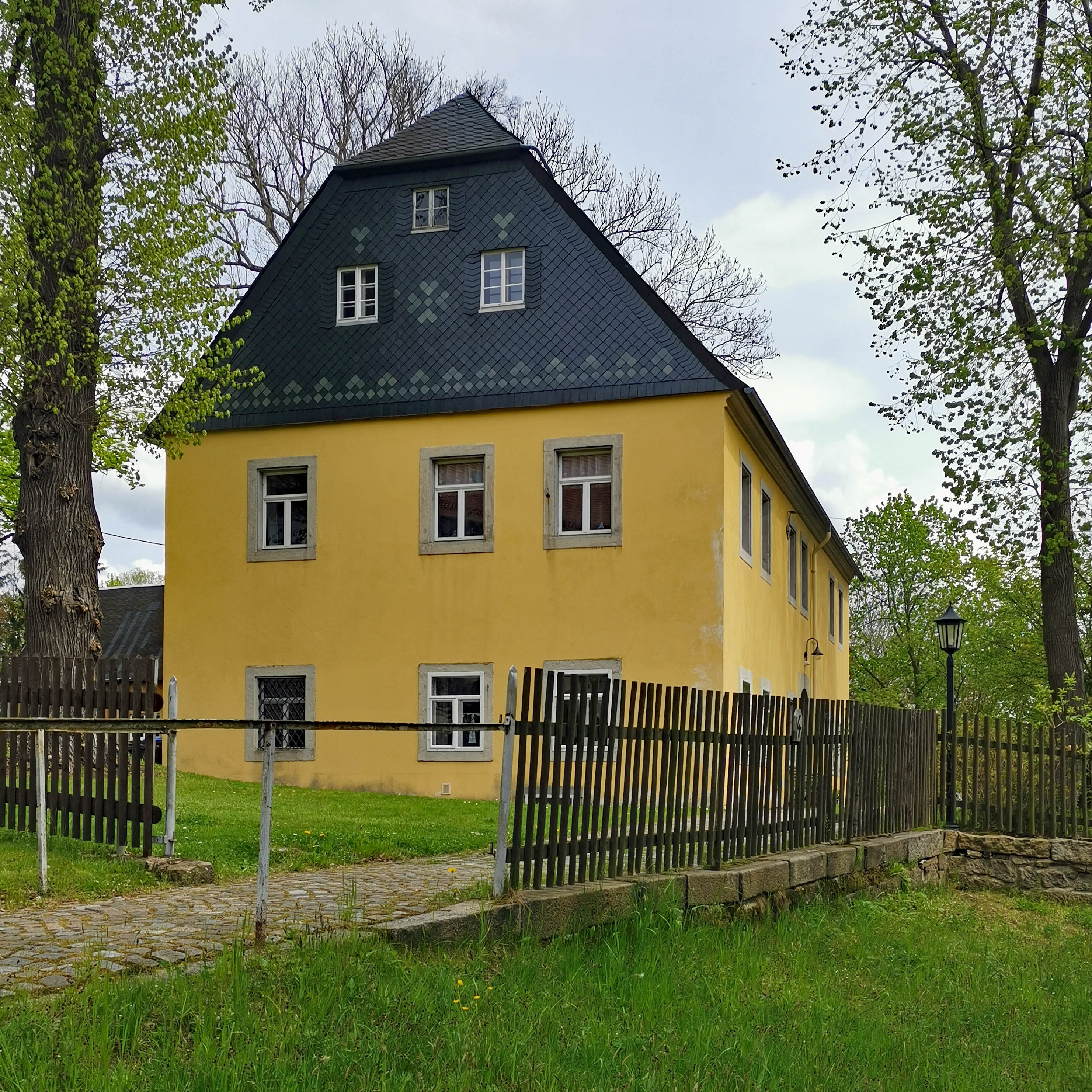
Pfarrhaus Taubenheim

## Umgebung
Der Ort Taubenheim ist bekannt für seine zahlreichen Umgebindehäuser sowie das Obere und das Untere Schloss. Beachtenswert ist auch das Pfarrhaus mit Krüppelwalmdach von 1795. (Siehe Liste der Kulturdenkmale in Sohland an der Spree#Taubenheim/Spree).